# Lego-videójátékok listája
1995 óta számos Lego-n alapuló videójátékot adtak ki. A második játék, a Lego Island sikere után - amit a Mindscape fejlesztett és adott ki - a Lego megalapította a Lego Media-t, így innentől kezdve ő volt a kiadója a Lego videójátékoknak. Ezt 2000-ben átnevezték Lego Software-re, majd 2002-ben Lego Interactive-ra. Mielőtt bezárt volna ez a részleg, kiadtak pár játékot az Electronic Arts-cal együtt is. A Lego Interactive volt emberei megalapították a Giant Interactive Entertainment-et a jövőben elkészülő Lego játékok kiadására. A Lego Star Wars: The Video Game kiadása után a Giant összeolvadt a Traveller’s Tales-szel, így megalapítva a TT Games-et. 2007 novemberében a Warner Bros. Interactive Entertainment megvásárolta a TT Games-et, így innentől kezdve ő lett a Lego videójátékok elsődleges kiadója.
| Év   | Név                                              | Platformok                      | Platformok                                                                         | Platformok                                                        | Platformok                                     | Fejlesztő                                                | Kiadó                                                                | Jegyzetek                                       |
| Év   | Név                                              | PC                              | Konzol                                                                             | Kézi                                                              | Mobil                                          | Fejlesztő                                                | Kiadó                                                                | Jegyzetek                                       |
| ---- | ------------------------------------------------ | ------------------------------- | ---------------------------------------------------------------------------------- | ----------------------------------------------------------------- | ---------------------------------------------- | -------------------------------------------------------- | -------------------------------------------------------------------- | ----------------------------------------------- |
| 1995 | Lego Fun to Build                                | –                               | Sega Pico                                                                          | –                                                                 | –                                              | Sega                                                     | Sega                                                                 | [ 2 ]                                           |
| 1997 | Lego Island                                      | Microsoft Windows               | –                                                                                  | –                                                                 | –                                              | Mindscape                                                | Mindscape                                                            | [ 3 ]                                           |
| 1998 | Lego Chess                                       | Microsoft Windows               | –                                                                                  | –                                                                 | –                                              | Krisalis Software                                        | Lego Media                                                           | [ 4 ]                                           |
| 1998 | Lego Creator                                     | Microsoft Windows               | –                                                                                  | –                                                                 | –                                              | Superscape                                               | Lego Media                                                           | [ 4 ]                                           |
| 1998 | Lego Loco                                        | Microsoft Windows               | –                                                                                  | –                                                                 | –                                              | Intelligent Games                                        | Lego Media                                                           | [ 4 ]                                           |
| 1999 | Lego Friends                                     | Microsoft Windows               | –                                                                                  | –                                                                 | –                                              | Flipside, Ivanoff Interactive                            | Lego Media                                                           | [ 5 ] [ 6 ]                                     |
| 1999 | Lego Racers                                      | Microsoft Windows               | Nintendo 64, PlayStation                                                           | Game Boy Color                                                    | –                                              | Climax Studios, High Voltage Software                    | Lego Media                                                           |                                                 |
| 1999 | Lego Rock Raiders                                | Microsoft Windows               | PlayStation                                                                        | –                                                                 | –                                              | Data Design Interactive                                  | Lego Media                                                           | [ 7 ] [ 8 ]                                     |
| 2000 | Lego My Style: Kindergarten                      | macOS, Microsoft Windows        | –                                                                                  | –                                                                 | –                                              | Stormfront Studios                                       | Lego Media                                                           | [ 9 ]                                           |
| 2000 | Lego My Style: Preschool                         | macOS, Microsoft Windows        | PlayStation                                                                        | –                                                                 | –                                              | Stormfront Studios                                       | Lego Media                                                           | [ 10 ] [ 11 ] [ 9 ]                             |
| 2000 | Legoland                                         | Microsoft Windows               | –                                                                                  | –                                                                 | –                                              | Krisalis Software                                        | Lego Media                                                           |                                                 |
| 2000 | Lego Stunt Rally                                 | Microsoft Windows               | –                                                                                  | Game Boy Color                                                    | –                                              | Graphic State, Intelligent Games                         | Lego Media                                                           | [ 12 ]                                          |
| 2000 | Lego Alpha Team                                  | Microsoft Windows               | –                                                                                  | Game Boy Color                                                    | –                                              | Climax Studios, Digital Domain                           | Lego Media                                                           |                                                 |
| 2000 | Lego Creator: Knights' Kingdom                   | Microsoft Windows               | –                                                                                  | –                                                                 | –                                              | Superscape                                               | Lego Software                                                        | [ 13 ]                                          |
| 2001 | Junkbot                                          | Webjáték                        | –                                                                                  | –                                                                 | –                                              | Lego Csoport                                             | Lego Csoport                                                         | [ 14 ] [ 15 ]                                   |
| 2001 | Lego Creator: Harry Potter                       | Microsoft Windows               | –                                                                                  | –                                                                 | –                                              | Superscape                                               | Lego Software                                                        | [ 13 ] [ 16 ]                                   |
| 2001 | Mata Nui Online Game                             | Webjáték                        | –                                                                                  | –                                                                 | –                                              | Templar Studios                                          | Lego Csoport                                                         |                                                 |
| 2001 | Lego Island 2: The Brickster's Revenge           | Microsoft Windows               | PlayStation                                                                        | Game Boy Advance, Game Boy Color                                  | –                                              | Crawfish Interactive, Silicon Dreams Studio              | Lego Software                                                        |                                                 |
| 2001 | Lego Racers 2                                    | Microsoft Windows               | PlayStation 2                                                                      | Game Boy Advance                                                  | –                                              | Attention to Detail, Pocket Studios                      | Lego Software                                                        | [ 17 ] [ 18 ]                                   |
| 2001 | Lego Bionicle: Quest for the Toa                 | –                               | –                                                                                  | Game Boy Advance                                                  | –                                              | Saffire Corporation                                      | Lego Software                                                        |                                                 |
| 2002 | Creator: Harry Potter and the Chamber of Secrets | Microsoft Windows               | –                                                                                  | –                                                                 | –                                              | Qube Software                                            | Electronic Arts, Lego Interactive                                    | [ 13 ] [ 19 ] [ 20 ]                            |
| 2002 | Lego Worldbuilder                                | Webjáték                        | –                                                                                  | –                                                                 | –                                              | Lego Csoport                                             | Lego Csoport                                                         | [ 21 ]                                          |
| 2002 | Football Mania                                   | Microsoft Windows               | PlayStation 2                                                                      | Game Boy Advance                                                  | –                                              | Silicon Dreams Studio, Tiertex Design Studios            | Electronic Arts, Lego Interactive                                    | [ 22 ]                                          |
| 2002 | Bionicle: Matoran Adventures                     | –                               | –                                                                                  | Game Boy Advance                                                  | –                                              | Argonaut Games                                           | Electronic Arts, Lego Interactive                                    |                                                 |
| 2002 | Galidor: Defenders of the Outer Dimension        | Microsoft Windows               | –                                                                                  | Game Boy Advance                                                  | –                                              | Asylum Entertainment, Tiertex Design Studios             | Electronic Arts, Lego Interactive                                    |                                                 |
| 2002 | Island Xtreme Stunts                             | Microsoft Windows               | PlayStation 2                                                                      | Game Boy Advance                                                  | –                                              | Silicon Dreams Studio                                    | Electronic Arts, Lego Interactive                                    |                                                 |
| 2002 | Drome Racers                                     | Microsoft Windows               | GameCube, PlayStation 2                                                            | Game Boy Advance                                                  | –                                              | Attention to Detail, Möbius Entertainment                | Electronic Arts, Lego Interactive, THQ                               |                                                 |
| 2003 | Bionicle                                         | macOS, Microsoft Windows        | GameCube, PlayStation 2, Xbox                                                      | Game Boy Advance                                                  | –                                              | Argonaut Games, Argonaut Sheffield, Möbius Entertainment | Electronic Arts, Feral Interactive, Lego Interactive, THQ            | [ 23 ]                                          |
| 2004 | Lego Knights' Kingdom                            | –                               | –                                                                                  | Game Boy Advance                                                  | –                                              | Razorback Developments                                   | THQ                                                                  |                                                 |
| 2005 | Lego Star Wars: The Video Game                   | macOS, Microsoft Windows        | GameCube, PlayStation 2, Xbox                                                      | Game Boy Advance                                                  | J2ME                                           | Griptonite Games, Traveller’s Tales                      | Aspyr, Eidos Interactive, Giant Interactive Entertainment            | [ 24 ]                                          |
| 2005 | Bionicle: Maze of Shadows                        | –                               | –                                                                                  | Game Boy Advance                                                  | –                                              | Razorback Developments                                   | THQ                                                                  |                                                 |
| 2006 | Lego Bricks                                      | –                               | –                                                                                  | –                                                                 | J2ME                                           | Lego Csoport                                             | Hands-On Mobile                                                      | [ 25 ]                                          |
| 2006 | Lego Chic Boutique                               | Microsoft Windows               | –                                                                                  | –                                                                 | –                                              | Insane Play, Snap2Play                                   | Lego Csoport                                                         | [ 26 ] [ 27 ]                                   |
| 2006 | Lego World Soccer                                | –                               | –                                                                                  | –                                                                 | J2ME                                           | Hands-On Mobile                                          | Lego Csoport                                                         | [ 28 ]                                          |
| 2006 | Lego Builder Bots                                | Microsoft Windows               | –                                                                                  | –                                                                 | –                                              | Snap2Play                                                | Lego Csoport                                                         | [ 27 ]                                          |
| 2006 | Lego Bricktopia                                  | Microsoft Windows               | –                                                                                  | –                                                                 | –                                              | Large Animal Games                                       | Large Animal Games, Lego Csoport                                     | [ 29 ] [ 27 ]                                   |
| 2006 | Lego Star Wars II: The Original Trilogy          | macOS, Microsoft Windows        | GameCube, PlayStation 2, Xbox, Xbox 360                                            | Game Boy Advance, Nintendo DS, PlayStation Portable               | J2ME                                           | Amaze Entertainment, Traveller’s Tales, Universomo       | Feral Interactive, LucasArts, THQ, TT Games Publishing               | [ 30 ] [ 31 ]                                   |
| 2006 | Bionicle Heroes                                  | Microsoft Windows               | GameCube, PlayStation 2, Wii, Xbox 360                                             | Game Boy Advance, Nintendo DS                                     | J2ME                                           | Amaze Entertainment, Traveller’s Tales, Universomo       | Eidos Interactive, Square Enix, TT Games Publishing                  | [ 32 ]                                          |
| 2006 | Lego Fever                                       | Microsoft Windows               | –                                                                                  | –                                                                 | –                                              | gameLab                                                  | Lego Csoport                                                         | [ 33 ] [ 27 ]                                   |
| 2007 | Lego Brick Breaker                               | –                               | –                                                                                  | –                                                                 | J2ME                                           | Lego Csoport                                             | Lego Csoport                                                         | [ 34 ]                                          |
| 2007 | Lego Racers                                      | –                               | –                                                                                  | –                                                                 | J2ME                                           | Kiloo                                                    | Hands-On Mobile                                                      | [ 35 ]                                          |
| 2007 | Bionicle Challenge                               | –                               | –                                                                                  | –                                                                 | J2ME                                           | Kiloo                                                    | Living Mobile                                                        | [ 36 ]                                          |
| 2007 | Lego Star Wars: The Complete Saga                | macOS, Microsoft Windows        | PlayStation 3, Wii, Xbox 360                                                       | Nintendo DS                                                       | Android, iOS                                   | Traveller’s Tales, TT Fusion                             | Feral Interactive, LucasArts, Warner Bros. Interactive Entertainment | [ 37 ] [ 38 ]                                   |
| 2007 | Lego Escape                                      | –                               | –                                                                                  | –                                                                 | J2ME                                           | Lego Csoport                                             | EA Mobile                                                            | [ 39 ]                                          |
| 2008 | Bionicle Defenders                               | –                               | –                                                                                  | –                                                                 | J2ME                                           | Kiloo                                                    | Living Mobile                                                        | [ 40 ]                                          |
| 2008 | Lego Indiana Jones: The Original Adventures      | macOS, Microsoft Windows        | PlayStation 2, PlayStation 3, Wii, Xbox 360                                        | Nintendo DS, PlayStation Portable                                 | J2ME                                           | Traveller’s Tales, TT Fusion                             | Feral Interactive, LucasArts                                         | [ 41 ] [ 42 ] [ 43 ] [ 44 ]                     |
| 2008 | Lego Batman: The Videogame                       | macOS, Microsoft Windows        | PlayStation 2, PlayStation 3, Wii, Xbox 360                                        | Nintendo DS, PlayStation Portable                                 | J2ME                                           | Traveller’s Tales, TT Fusion                             | Feral Interactive, Warner Bros. Interactive Entertainment            | [ 45 ] [ 46 ]                                   |
| 2009 | Lego Battles                                     | –                               | –                                                                                  | Nintendo DS                                                       | –                                              | Hellbent Games                                           | Warner Bros. Interactive Entertainment                               | [ 47 ]                                          |
| 2009 | Lego Rock Band                                   | –                               | PlayStation 3, Wii, Xbox 360                                                       | Nintendo DS                                                       | –                                              | Backbone Entertainment, Harmonix, TT Fusion              | Warner Bros. Interactive Entertainment                               | [ 48 ]                                          |
| 2009 | Lego Indiana Jones 2: The Adventure Continues    | macOS, Microsoft Windows        | PlayStation 3, Wii, Xbox 360                                                       | Nintendo DS, PlayStation Portable                                 | –                                              | Traveller’s Tales, TT Fusion                             | Feral Interactive, LucasArts                                         | [ 49 ] [ 50 ] [ 51 ]                            |
| 2010 | Lego Harry Potter: Years 1–4                     | macOS, Microsoft Windows        | PlayStation 3, Wii, Xbox 360                                                       | Nintendo DS, PlayStation Portable                                 | Android, iOS                                   | Traveller’s Tales, TT Fusion                             | Feral Interactive, Warner Bros. Interactive Entertainment            | [ 52 ] [ 53 ] [ 54 ] [ 55 ] [ 56 ]              |
| 2010 | Lego Universe                                    | macOS, Microsoft Windows        | –                                                                                  | –                                                                 | –                                              | NetDevil                                                 | Lego Csoport                                                         | [ 57 ]                                          |
| 2011 | Lego Duplo Minispiele 2                          | –                               | –                                                                                  | –                                                                 | Android, iOS                                   | Lego Csoport                                             | Lego Csoport                                                         |                                                 |
| 2011 | Lego Star Wars III: The Clone Wars               | macOS, Microsoft Windows        | PlayStation 3, Wii, Xbox 360                                                       | Nintendo 3DS, Nintendo DS, PlayStation Portable                   | –                                              | Traveller’s Tales, TT Fusion                             | Feral Interactive, LucasArts                                         | [ 58 ] [ 59 ]                                   |
| 2011 | Lego Battles: Ninjago                            | –                               | –                                                                                  | Nintendo DS                                                       | –                                              | Hellbent Games                                           | Warner Bros. Interactive Entertainment                               | [ 60 ]                                          |
| 2011 | Lego Pirates of the Caribbean: The Video Game    | macOS, Microsoft Windows        | PlayStation 3, Wii, Xbox 360                                                       | Nintendo 3DS, Nintendo DS, PlayStation Portable                   | –                                              | Traveller’s Tales, TT Fusion                             | Disney Interactive Studios                                           | [ 61 ]                                          |
| 2011 | Life of George                                   | –                               | –                                                                                  | –                                                                 | Android, iOS                                   | Lego Csoport                                             | Lego Csoport                                                         | [ 62 ]                                          |
| 2011 | Lego Harry Potter: Years 5–7                     | macOS, Microsoft Windows        | PlayStation 3, Wii, Xbox 360                                                       | Nintendo 3DS, Nintendo DS, PlayStation Portable, PlayStation Vita | Android, iOS                                   | Traveller’s Tales, TT Fusion                             | Feral Interactive, Warner Bros. Interactive Entertainment            | [ 63 ] [ 54 ] [ 64 ] [ 65 ] [ 66 ] [ 55 ]       |
| 2012 | Lego City Team Up                                | –                               | –                                                                                  | –                                                                 | Android, iOS                                   | Lego Csoport                                             | Lego Csoport                                                         |                                                 |
| 2012 | Lego Duplo Zoo                                   | –                               | –                                                                                  | –                                                                 | Android, iOS                                   | Lego Csoport                                             | Lego Csoport                                                         |                                                 |
| 2012 | Lego Friends Dress Up                            | –                               | –                                                                                  | –                                                                 | Android, iOS                                   | Lego Csoport                                             | Lego Csoport                                                         |                                                 |
| 2012 | Lego Juniors Create & Cruise                     | –                               | –                                                                                  | –                                                                 | Android                                        | Prizee                                                   | Lego Csoport                                                         | [ 67 ]                                          |
| 2012 | Lego Ninjago: Rise of the Snakes                 | –                               | –                                                                                  | –                                                                 | iOS                                            | Lego Csoport                                             | Lego Csoport                                                         |                                                 |
| 2012 | Lego Batman 2: DC Super Heroes                   | macOS, Microsoft Windows        | PlayStation 3, Wii, Wii U, Xbox 360                                                | Nintendo 3DS, Nintendo DS, PlayStation Vita                       | Android, iOS                                   | Traveller’s Tales, TT Fusion                             | Feral Interactive, Warner Bros. Interactive Entertainment            | [ 68 ] [ 69 ] [ 70 ] [ 71 ]                     |
| 2012 | Lego Monster Fighters Race                       | –                               | –                                                                                  | –                                                                 | iOS                                            | Lego Csoport                                             | Lego Csoport                                                         |                                                 |
| 2012 | Lego The Lord of the Rings                       | macOS, Microsoft Windows        | PlayStation 3, Wii, Xbox 360                                                       | Nintendo 3DS, Nintendo DS, PlayStation Vita                       | Android, iOS                                   | Traveller’s Tales, TT Fusion                             | Feral Interactive, Warner Bros. Interactive Entertainment            | [ 72 ] [ 73 ] [ 74 ] [ 75 ]                     |
| 2013 | Lego Galaxy Squad Bug Battle                     | –                               | –                                                                                  | –                                                                 | iOS                                            | Lego Csoport                                             | Lego Csoport                                                         | [ 76 ]                                          |
| 2013 | Lego Hero Factory Brain Attack                   | Microsoft Windows               | –                                                                                  | –                                                                 | Android, iOS                                   | Lego Csoport                                             | Lego Csoport                                                         |                                                 |
| 2013 | Lego Legends of Chima: Speedorz                  | Lego weboldal                   | –                                                                                  | –                                                                 | Android, iOS                                   | 4T2                                                      | Warner Bros. Interactive Entertainment                               |                                                 |
| 2013 | Lego City Undercover                             | Microsoft Windows               | Nintendo Switch, PlayStation 4, Wii U, Xbox One                                    | –                                                                 | –                                              | TT Fusion                                                | Nintendo, Warner Bros. Interactive Entertainment                     | [ 77 ] [ 78 ]                                   |
| 2013 | Lego City Undercover: The Chase Begins           | –                               | –                                                                                  | Nintendo 3DS                                                      | –                                              | TT Fusion                                                | Nintendo                                                             | [ 79 ]                                          |
| 2013 | Lego Legends of Chima: Laval's Journey           | –                               | –                                                                                  | Nintendo 3DS, Nintendo DS, PlayStation Vita                       | –                                              | TT Fusion                                                | Warner Bros. Interactive Entertainment                               |                                                 |
| 2013 | Lego Legends of Chima Online                     | macOS, Microsoft Windows        | –                                                                                  | –                                                                 | iOS                                            | WB Games Montréal                                        | Warner Bros. Interactive Entertainment                               |                                                 |
| 2013 | Lego Marvel Super Heroes                         | macOS, Microsoft Windows        | Nintendo Switch, PlayStation 3, PlayStation 4, Wii U, Xbox 360, Xbox One           | –                                                                 | –                                              | Traveller’s Tales                                        | Feral Interactive, Warner Bros. Interactive Entertainment            | [ 80 ] [ 81 ] [ 82 ]                            |
| 2013 | Lego Friends                                     | –                               | –                                                                                  | Nintendo 3DS, Nintendo DS                                         | Android, iOS                                   | Hellbent Games                                           | Warner Bros. Interactive Entertainment                               | [ 83 ] [ 84 ]                                   |
| 2014 | Lego City My City                                | –                               | –                                                                                  | –                                                                 | Android, iOS                                   | Lego Csoport                                             | Lego Csoport                                                         | [ 85 ]                                          |
| 2014 | Lego Marvel Super Heroes: Universe in Peril      | –                               | –                                                                                  | Nintendo 3DS, Nintendo DS, PlayStation Vita                       | Android, iOS                                   | TT Fusion                                                | Warner Bros. Interactive Entertainment                               | [ 86 ]                                          |
| 2014 | Lego Star Wars: Microfighters                    | –                               | –                                                                                  | –                                                                 | Android, iOS                                   | Cobra Mobile                                             | Warner Bros. Interactive Entertainment                               |                                                 |
| 2014 | The Lego Movie Videogame                         | macOS, Microsoft Windows        | PlayStation 3, PlayStation 4, Wii U, Xbox 360, Xbox One                            | Nintendo 3DS, PlayStation Vita                                    | Android, iOS                                   | TT Fusion                                                | Feral Interactive, Warner Bros. Interactive Entertainment            | [ 87 ] [ 88 ] [ 89 ]                            |
| 2014 | Lego The Hobbit                                  | macOS, Microsoft Windows        | PlayStation 3, PlayStation 4, Wii U, Xbox 360, Xbox One                            | Nintendo 3DS, PlayStation Vita                                    | –                                              | Traveller’s Tales, TT Fusion                             | Feral Interactive, Warner Bros. Interactive Entertainment            | [ 90 ] [ 91 ]                                   |
| 2014 | Lego Ninjago: Nindroids                          | –                               | –                                                                                  | Nintendo 3DS, PlayStation Vita                                    | –                                              | Hellbent Games                                           | TT Games Publishing, Warner Bros. Interactive Entertainment          |                                                 |
| 2014 | Lego Batman 3: Beyond Gotham                     | macOS, Microsoft Windows        | PlayStation 3, PlayStation 4, Wii U, Xbox 360, Xbox One                            | Nintendo 3DS, PlayStation Vita                                    | Android, iOS                                   | Traveller’s Tales, TT Fusion                             | Feral Interactive, Warner Bros. Interactive Entertainment            | [ 92 ] [ 93 ]                                   |
| 2015 | Lego Legends of Chima: Tribe Fighters            | –                               | –                                                                                  | –                                                                 | Android, iOS                                   | Cobra Mobile                                             | Warner Bros. Interactive Entertainment                               |                                                 |
| 2015 | Lego Ninjago: Shadow of Ronin                    | –                               | –                                                                                  | Nintendo 3DS, PlayStation Vita                                    | Android, iOS                                   | TT Fusion                                                | Warner Bros. Interactive Entertainment                               |                                                 |
| 2015 | Bionicle: Mask of Creation                       | –                               | –                                                                                  | –                                                                 | Android, iOS                                   | Lego Csoport                                             | Lego Csoport                                                         | [ 94 ]                                          |
| 2015 | Lego Jurassic World                              | macOS, Microsoft Windows        | Nintendo Switch, PlayStation 3, PlayStation 4, Wii U, Xbox 360, Xbox One           | Nintendo 3DS, PlayStation Vita                                    | Android, iOS                                   | TT Fusion                                                | Feral Interactive, Warner Bros. Interactive Entertainment            | [ 95 ] [ 96 ] [ 97 ]                            |
| 2015 | Lego Minifigures Online                          | Linux, macOS, Microsoft Windows | –                                                                                  | –                                                                 | Android, iOS                                   | Funcom                                                   | Funcom                                                               | [ 98 ] [ 99 ]                                   |
| 2015 | Lego Dimensions                                  | –                               | PlayStation 3, PlayStation 4, Wii U, Xbox 360, Xbox One                            | –                                                                 | –                                              | Traveller’s Tales                                        | Warner Bros. Interactive Entertainment                               | [ 100 ] [ 101 ]                                 |
| 2015 | Lego Nexo Knights: Merlok 2.0                    | –                               | –                                                                                  | –                                                                 | Android, iOS                                   | Frima Studio                                             | Lego Csoport                                                         | [ 102 ]                                         |
| 2016 | Bionicle: Mask of Control                        | –                               | –                                                                                  | –                                                                 | Android, iOS                                   | Lego Csoport                                             | Lego Csoport                                                         | [ 103 ]                                         |
| 2016 | Lego Marvel's Avengers                           | macOS, Microsoft Windows        | PlayStation 3, PlayStation 4, Wii U, Xbox 360, Xbox One                            | Nintendo 3DS, PlayStation Vita                                    | –                                              | Traveller’s Tales, TT Fusion                             | Feral Interactive, Warner Bros. Interactive Entertainment            | [ 104 ]                                         |
| 2016 | Lego Star Wars: The Force Awakens                | macOS, Microsoft Windows        | PlayStation 3, PlayStation 4, Wii U, Xbox 360, Xbox One                            | Nintendo 3DS, PlayStation Vita, Shield Portable                   | Android, iOS, Shield Android TV, Shield Tablet | TT Fusion                                                | Feral Interactive, Warner Bros. Interactive Entertainment            | [ 105 ] [ 106 ]                                 |
| 2016 | Lego Harry Potter Collection                     | Microsoft Windows               | Nintendo Switch, PlayStation 4, PlayStation 5 Xbox One, Xbox Series X és Series S  | –                                                                 | –                                              | Double Eleven                                            | Warner Bros. Interactive Entertainment                               | [ 64 ] [ 54 ] [ 65 ]                            |
| 2017 | The Lego Batman Movie Game                       | –                               | –                                                                                  | –                                                                 | Android, iOS                                   | Lego Csoport                                             | Warner Bros. Interactive Entertainment                               | [ 107 ] [ 108 ]                                 |
| 2017 | Lego Worlds                                      | Microsoft Windows               | Nintendo Switch, PlayStation 4, Xbox One                                           | –                                                                 | –                                              | Traveller’s Tales                                        | Warner Bros. Interactive Entertainment                               |                                                 |
| 2017 | The Lego Ninjago Movie Video Game                | Microsoft Windows               | Nintendo Switch, PlayStation 4, Xbox One                                           | –                                                                 | –                                              | TT Fusion                                                | Warner Bros. Interactive Entertainment                               | [ 109 ]                                         |
| 2017 | Lego Marvel Super Heroes 2                       | macOS, Microsoft Windows        | Nintendo Switch, PlayStation 4, Xbox One                                           | –                                                                 | –                                              | Traveller’s Tales                                        | Feral Interactive, Warner Bros. Interactive Entertainment            | [ 110 ] [ 111 ] [ 112 ]                         |
| 2018 | Lego Cube                                        | Microsoft Windows               | –                                                                                  | –                                                                 | Android, iOS                                   | Tencent Games                                            | Tencent Games                                                        | [ 113 ]                                         |
| 2018 | Lego The Incredibles                             | macOS, Microsoft Windows        | Nintendo Switch, PlayStation 4, Xbox One                                           | –                                                                 | –                                              | TT Fusion                                                | Feral Interactive, Warner Bros. Interactive Entertainment            | [ 114 ] [ 115 ] [ 116 ] [ 117 ] [ 118 ]         |
| 2018 | Lego DC Super-Villains                           | macOS, Microsoft Windows        | Nintendo Switch, PlayStation 4, Xbox One                                           | –                                                                 | –                                              | Traveller’s Tales                                        | Feral Interactive, Warner Bros. Interactive Entertainment            | [ 119 ] [ 120 ]                                 |
| 2019 | The Lego Movie 2 Videogame                       | macOS, Microsoft Windows        | Nintendo Switch, PlayStation 4, Xbox One                                           | –                                                                 | –                                              | Traveller’s Tales                                        | Warner Bros. Interactive Entertainment                               | [ 121 ]                                         |
| 2019 | Lego Marvel Collection                           | macOS, Microsoft Windows        | PlayStation 4, Xbox One                                                            | –                                                                 | –                                              | Lego Csoport                                             | Warner Bros. Interactive Entertainment                               | [ 122 ]                                         |
| 2019 | Lego Tower                                       | –                               | –                                                                                  | –                                                                 | Android, iOS                                   | NimbleBit                                                | NimbleBit                                                            | [ 123 ] [ 124 ] [ 125 ]                         |
| 2019 | Lego Star Wars Battles                           | –                               | –                                                                                  | –                                                                 | Android, Apple Arcade                          | Playdemic, TT Games Odyssey                              | Lucasfilm Games, Warner Bros. Games                                  |                                                 |
| 2019 | Lego Brawls                                      | macOS, Microsoft Windows        | Nintendo Switch, PlayStation 4, PlayStation 5, Xbox One, Xbox Series X és Series S | –                                                                 | iOS                                            | RED Games                                                | Lego Csoport                                                         | [ 126 ] [ 127 ] [ 128 ] [ 129 ] [ 130 ] [ 131 ] |
| 2019 | Lego Builder's Journey                           | macOS, Microsoft Windows        | Nintendo Switch, PlayStation 4, PlayStation 5, Xbox One, Xbox Series X és Series S | –                                                                 | iOS                                            | Light Brick Studio                                       | Lego Csoport                                                         | [ 132 ] [ 133 ] [ 134 ] [ 127 ] [ 131 ]         |
| 2020 | Lego Legacy: Heroes Unboxed                      | Microsoft Windows               | –                                                                                  | –                                                                 | Android, iOS                                   | Gameloft                                                 | Gameloft                                                             | [ 135 ]                                         |
| 2021 | Lego Star Wars: Castaways                        | macOS                           | –                                                                                  | –                                                                 | iOS, tvOS                                      | Gameloft                                                 | Gameloft                                                             | [ 136 ]                                         |
| 2022 | Lego Star Wars: The Skywalker Saga               | Microsoft Windows               | Nintendo Switch, PlayStation 4, PlayStation 5, Xbox One, Xbox Series X és Series S | –                                                                 | –                                              | Traveller’s Tales                                        | Warner Bros. Interactive Entertainment                               | [ 137 ]                                         |
| 2022 | Lego Bricktales                                  | Microsoft Windows               | Nintendo Switch, PlayStation 4, PlayStation 5, Xbox One, Xbox Series X és Series S | –                                                                 | Android, iOS                                   | ClockStone Studio                                        | Thunderful Group                                                     | [ 138 ] [ 139 ] [ 140 ] [ 141 ] [ 142 ]         |
| 2023 | Lego 2K Drive                                    | Microsoft Windows               | Nintendo Switch, PlayStation 4, PlayStation 5, Xbox One, Xbox Series X és Series S | –                                                                 | –                                              | Visual Concepts                                          | 2K                                                                   | [ 143 ]                                         |
| 2023 | Lego Fortnite                                    | Microsoft Windows               | Nintendo Switch, PlayStation 4, PlayStation 5, Xbox One, Xbox Series X és Series S | –                                                                 | Android                                        | Epic Games                                               | Epic Games                                                           | [ 144 ]                                         |
| 2024 | Lego Hill Climb Adventures                       | –                               | –                                                                                  | –                                                                 | Android, iOS                                   | Lego Csoport                                             | Lego Csoport                                                         | [ 145 ]                                         |
| 2024 | Lego Horizon Adventures                          | Microsoft Windows               | Nintendo Switch, PlayStation 5                                                     | –                                                                 | –                                              | Guerrilla Games, Studio Gobo                             | Sony Interactive Entertainment                                       | [ 146 ]                                         |
| 2025 | Lego Party!                                      | Microsoft Windows               | Nintendo Switch, PlayStation 4, PlayStation 5, Xbox One, Xbox Series X és Series S | –                                                                 | –                                              | SMG Studio                                               | Fictions                                                             |                                                 |
| N/A  | Lego Voyagers                                    | Microsoft Windows               | Nintendo Switch, PlayStation 4, PlayStation 5, Xbox Series X és Series S           | –                                                                 | –                                              | Light Brick Studio                                       | Annapurna Interactive                                                |                                                 |

## Fordítás
- Ez a szócikk részben vagy egészben  a   List of Lego video games című angol Wikipédia-szócikk ezen változatának fordításán alapul.  Az eredeti cikk szerkesztőit annak laptörténete sorolja fel. Ez a jelzés csupán a megfogalmazás eredetét és a szerzői jogokat jelzi, nem szolgál a cikkben szereplő információk forrásmegjelöléseként.

## Külső hivatkozások
- Hivatalos weboldal